# RCD Mallorca
Der Real Club Deportivo Mallorca (katalanisch Reial Club Deportiu Mallorca) ist ein spanischer Fußballverein aus Palma auf der Insel Mallorca. Gegründet wurde der Verein am 5. März 1916. Er spielt in der Primera División.
Der RCD Mallorca spielt in roten Trikots, schwarzen Hosen und schwarzen Stutzen. Seine Heimspiele trägt der Verein seit 1999 im Estadi Mallorca Son Moix aus, das 23.142 Zuschauer fasst. Vorher hatte der Klub im Estadio Lluis Sitjar gespielt.

## Geschichte

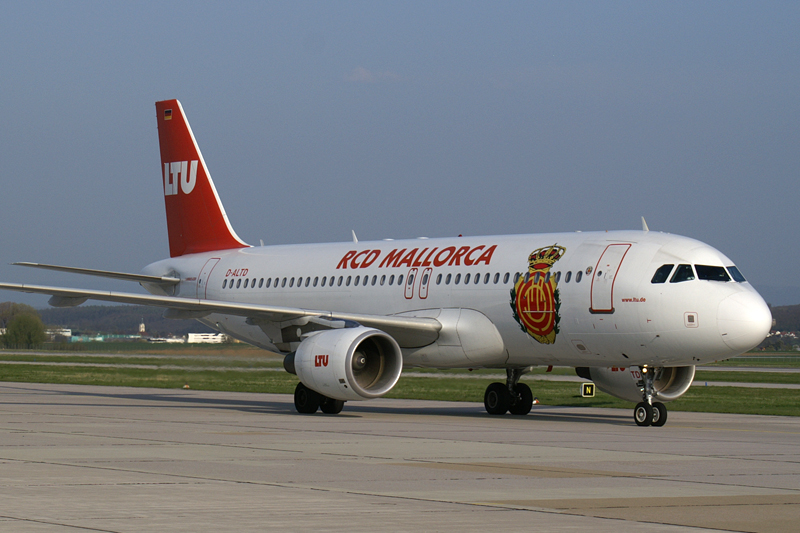
LTU-Airbus mit Logo des RCD Mallorca

Der älteste Klub der Balearen wurde am 5. März 1916 von Adolfo Vázquez Humasqué gegründet. Er nannte den Verein zuerst nach dem König Junta Directiva del Alfonso XIII FBC. Später wurde der Verein dann zu Real Sociedad Alfonso XIII, um dann 1931 aus politischen Gründen in Club Deportivo Mallorca umbenannt zu werden. Das Wort Real wurde dann 1949 hinzugefügt.
Zwischen 1960 und 1990 spielte RCD Mallorca überwiegend in der zweithöchsten spanischen Spielklasse, der Segunda División. Der Verein schaffte mehrmals den Aufstieg in die Primera División, konnte sich allerdings immer nur wenige Jahre am Stück in der obersten Liga halten. Zwischen 1975 und 1981 erfolgte ein kurzzeitiger Absturz in die Dritt- und Viertklassigkeit.
Ende der 1990er Jahre begann der erfolgreichste Zeitabschnitt der Vereinsgeschichte: Zwischen 1997 und 2013 spielte RCD Mallorca 16 Saisons lang durchgehend in der ersten Liga, die besten Platzierungen in der Liga wurden dabei in den Spielzeiten 1998/99 und 2000/01 erreicht, in denen der Verein jeweils den dritten Platz in der Abschlusstabelle belegte. Unter dem argentinischen Trainer Héctor Cúper rückte Mallorca im spanischen Pokalwettbewerb 1997/98 bis ins Finale vor und verlor dort erst im Elfmeterschießen gegen den FC Barcelona. Da Barcelona sich als spanischer Meister bereits für die Champions League qualifiziert hatte, war Mallorca als Pokal-Zweiter für den Europapokal der Pokalsieger 1999 startberechtigt. Auch dort erreichte man das Finale, in dem man Lazio Rom mit 1:2 unterlag. Im Jahr 2003 wurde Mallorca unter Trainer Gregorio Manzano erstmals spanischer Pokalsieger. Im Finale des Copa del Rey 2002/03 setzt man sich durch Tore von Walter Pandiani und Samuel Eto’o mit 3:0 gegen Recreativo Huelva durch.
Im August 2008 gab der damalige Präsident Mateu Alemany 93 Prozent seiner Aktien an eine Investmentgruppe ab. Laut spanischen Medien betrug der Kaufpreis vier bis fünf Mio. Euro. Alemany hatte seine Anteile an dem Verein für 1,5 Mio. Euro von dem Bauunternehmer Vicenc Grande abgekauft. Neuer Besitzer wurde die Grupo Safin, eine Consulting- und Buchhaltungsfirma.
Am 20. Mai 2010 wurde bekanntgegeben, dass Trainer Gregorio Manzano den Verein aus finanziellen Gründen verlassen würde. RCD Mallorca hatte damals Berichten zufolge 60 Mio. Euro Schulden. Die UEFA gab am 22. Juli 2010 bekannt, dass Mallorca von der UEFA Europa League 2010/11 ausgeschlossen werde. Als Grund nannte der Verband die hohe Überschuldung des Vereins.
Im November 2010 stieg der deutsche Manager Utz Claassen als Investor bei Mallorca ein und wurde Mitglied im Verwaltungsrat. Der Club stieg am Ende der Saison 2012/13 in die Segunda División ab.
Claasen wurde im Dezember 2014 zum Präsidenten des Clubs gewählt. Von Januar 2015 bis Januar 2016 hielt er die Mehrheit der Aktien am Club und wurde Consejero Delegado (Geschäftsführer). Im Januar 2016 erwarb die Liga ACQ Lagacy Partners LLC für rund 20,62 Millionen Euro 80 Prozent der Anteile. Die Investorengruppe gehört dem Eigentümer der Phoenix Suns, Robert Sarver, dem Vizepräsidenten der Phoenix Suns, Andy Kohlberg, und dem zweimaligen NBA-MVP Steve Nash. Die restlichen 20 Prozent hält weiterhin Utz Claassen.
Vom 10. Februar 2015 bis zum Saisonende war der Spanier Miquel Soler Cheftrainer des RCD Mallorca. Zu Beginn der Saison 2015/16 trainierte Albert Ferrer die erste Mannschaft. Ziel des ehemaligen Barca-Spielers war es, im Jahr des 100-jährigen Bestehens des Clubs wieder in die Primera Division aufzusteigen; allerdings wurde er im Verlauf der Saison durch seinen Co-Trainer Pepe Gálvez ersetzt; der Verein verpasste den Aufstieg deutlich. Am Ende der Folgesaison stieg Real Mallorca in die dritte Liga ab. In der darauffolgenden Saison 2017/18 gelang der direkte Wiederaufstieg in die Segunda División. Am Ende der Saison 2018/19 setzte sich RCD Mallorca in der Aufstiegsrunde gegen Deportivo La Coruña durch und kehrte in die Primera División zurück. Ein Jahr später stieg der Verein erneut in die Segunda División ab, in der Saison 2020/21 gelang jedoch der direkte Wiederaufstieg ins spanische Oberhaus. Am 22. März 2022 wurde Trainer Luis García nach einer Niederlage gegen Espanyol Barcelona entlassen. Der Club stand mit 26 Punkten auf dem 18. Tabellenplatz und war vom erneuten Abstieg bedroht. Garcias Posten übernahm für die letzten Partien der Saison der frühere mexikanische Nationalmannschaftstrainer Javier Aguirre. Für ihn ist es die sechste Station bei einem spanischen Club. Am Ende der Saison 2021/22 belegte der Club Platz 15 und verblieb somit in der ersten Liga.
In der Saison 2022/23 erreichte Mallorca in der Liga den neunten Platz und damit die beste Platzierung seit elf Jahren. In der anschließenden Spielzeit hatte Mallorca wieder vermehrt mit dem Abstieg zu kämpfen, setzte sich am Ende aber noch auf den 15. Platz fest. Wesentlich bedeutender war in dieser Saison jedoch das Erreichen des Endspiels in der Copa del Rey. Nach verhältnismäßig einfachen Gegnern folgte im Viertelfinale mit dem FC Girona, der in dieser Saison einen ungewöhnlichen Lauf hatte, erstmals ein echter Hochkaräter. Mallorca kam innerhalb der ersten Halbzeit zu einer 3:0-Führung, am Ende gewann der Klub mit 3:2. Im Halbfinale wartete mit Real Sociedad jedoch keineswegs ein einfacherer Gegner. Zuhause gab es ein 0:0, das Rückspiel in San Sebastián endete mit 1:1 ebenfalls ohne Sieger. Schlussendlich setzte sich Mallorca im Elfmeterschießen durch und zog so erstmals seit 21 Jahren ins Finale ein. Dort traf man auf Athletic Bilbao, das den Pokal seit 40 Jahren nicht mehr gewinnen konnte. Erneut standen ein 1:1 und die Entscheidung im Elfmeterschießen zu Buche. Diesmal war jedoch der Klub aus Bilbao stärker, allerdings werden dafür beide Klubs im Jänner 2025 in der Supercopa de España spielen.

## Aktueller Kader 2024/25
| Nr.                | Nat.             | Name               | Geburtsdatum  | im Verein seit | Vertrag bis |
| Torhüter           | Torhüter         | Torhüter           | Torhüter      | Torhüter       | Torhüter    |
| ------------------ | ---------------- | ------------------ | ------------- | -------------- | ----------- |
| 01                 | Slowakei         | Dominik Greif      | 6. Apr. 1997  | 2021           | 2026        |
| 13                 | Spanien          | Leo Román          | 6. Juli 2000  | 2022           | 2026        |
| 25                 | Spanien          | Iván Cuéllar       | 27. Mai 1984  | 2023           | 2025        |
| Abwehrspieler      |                  |                    |               |                |             |
| 02                 | Spanien          | Mateu Morey        | 2. März 2000  | 2024           | 2025        |
| 03                 | Spanien          | Toni Lato          | 27. Nov. 1997 | 2023           | 2027        |
| 06                 | Spanien          | José Manuel Copete | 10. Okt. 1999 | 2022           | 2026        |
| 21                 | Spanien          | Antonio Raíllo     | 8. Okt. 1991  | 2016           | 2026        |
| 22                 | Kolumbien        | Johan Mojica       | 21. Aug. 1992 | 2024           | 2027        |
| 23                 | Argentinien      | Pablo Maffeo       | 12. Juli 1997 | 2021           | 2027        |
| 24                 | Slowakei         | Martin Valjent     | 11. Dez. 1995 | 2019           | 2029        |
| 32                 | Spanien          | David López        | 3. Feb. 2003  | 2024           | 2027        |
| Mittelfeldspieler  |                  |                    |               |                |             |
| 05                 | Äquatorialguinea | Omar Mascarell     | 2. Feb. 1993  | 2023           | 2026        |
| 08                 | Spanien          | Manu Morlanes      | 12. Jan. 1999 | 2023           | 2028        |
| 10                 | Spanien          | Sergi Darder       | 22. Dez. 1993 | 2023           | 2028        |
| 12                 | Portugal         | Samú Costa         | 27. Nov. 2000 | 2023           | 2028        |
| 14                 | Spanien          | Dani Rodríguez     | 6. Juni 1988  | 2018           | 2026        |
| 16                 | Spanien          | Valery Fernández   | 23. Nov. 1999 | 2024           | 2025        |
| 18                 | Spanien          | Antonio Sánchez    | 22. Apr. 1997 | 2018           | 2027        |
| Stürmer            |                  |                    |               |                |             |
| 07                 | Kosovo           | Vedat Muriqi       | 24. Apr. 1994 | 2022           | 2027        |
| 09                 | Spanien          | Abdón Prats        | 7. Dez. 1992  | 2017           | 2028        |
| 11                 | Japan            | Takuma Asano       | 10. Nov. 1994 | 2024           | 2026        |
| 17                 | Kanada           | Cyle Larin         | 17. Apr. 1995 | 2023           | 2028        |
| 20                 | Portugal         | Chiquinho          | 5. Feb. 2000  | 2024           | 2025        |
| 27                 | Spanien          | Robert Navarro     | 12. Apr. 2002 | 2024           | 2025        |
| 30                 | Spanien          | Marc Domènech      | 1. Dez. 2006  | 2024           | 2029        |
| Stand: 3. Mai 2025 |                  |                    |               |                |             |

## Bekannte ehemalige Spieler
- Dudu Aouate (2009–2014)
- Marco Asensio (2013–2015)
- Juan Arango (2004–2009)
- Angelos Basinas (2006–2008)
- Leonardo Biagini (1998–2003)
- Iván Campo (1998–1999)
- Lluís Carreras (1996–2001)
- Victor Casadesús (2005–2014)
- Chory Castro (2007–2012)
- Álvaro Cervera (1987–1992)
- Dani (1998–1999)
- Marcelino Elena (1996–1999)
- Vicente Engonga (1997–2002)
- Samuel Eto'o (2000–2004)
- Leo Franco  (1998–2004)
- Rafael Gallardo (1981–1985)
- Daniel Güiza (1999–2003, 2007–2008)
- Ariel Ibagaza (1998–2003, 2006–2008)
- Lauren (1998–2000)
- Albert Luque (1998–2003)
- José Luis Martí (1999–2000, 2008–2015)
- Miguel Ángel Nadal (1986–1991, 1999–2005)
- Fernando Navarro (2005–2008)
- José Nunes (2006–2014)
- Javier Olaizola (1995–2004)
- Walter Pandiani (2002–2003)
- Ángel Pedraza (1988–1995)
- Iván Ramis (2004–2012)
- Albert Riera (2000–2003)
- Carlos Roa (1997–2002)
- Bernardo Sans (1960–1975)
- José Pérez Serer (1989–1993)
- Miquel Soler (1998–2003)
- Paco Soler (1991–2004)
- Jovan Stanković (1996–2001, 2003–2004)
- Bogdan Stelea (1991–1993)
- Diego Tristán (1999–2000)
- Pierre Webó (2007–2011)
- Zoran Vulić (1988–1991)
- Badou Zaki (1986–1992)

## Trainer
| Saison            | Trainer                      |
| ----------------- | ---------------------------- |
| 1923/24 – 1924/25 | Ferry Proks „Zaubek“ Panzita |
| 1924/25 – 1926/27 | Ferrà / Llauger              |
| 1926/27 – 1929/30 | Antoni Socias                |
| 1930/31           | Jack Greenwell               |
| 1931/32           | Paco Tomás                   |
| 1932/33 – 1934/35 | Antoni Socias                |
| 1935/36           | Alzamora                     |
| 1935/36 – 1937/38 | Guzmán                       |
| 1938/39           | -                            |
| 1939/40 – 1940/41 | Francisco Pagazaurtundúa     |
| 1940/41           | Alzamora                     |
| 1941/42 – 1942/43 | Prat                         |
| 1943/44           | Cristóbal Martí              |
| 1944/45           | Castro                       |
| 1945/46 – 1946/47 | Patricio Caicedo             |
| 1946/47 – 1947/48 | Cristóbal Martí              |
| 1948/49           | Balaguer                     |
| 1948/49           | Teodoro Mauri                |
| 1949/50           | Patricio Caicedo             |
| 1949/50 – 1953/54 | Satur Grech                  |
| 1953/54           | Rotger                       |
| 1954/55 – 1955/56 | Pau Vidal                    |
| 1955/56           | Esteban Platko               |
| 1956/57           | Andreu Quetglas              |
| 1957/58           | Miquel Gual                  |
| 1958/59 – 1960/61 | Juan Carlos Lorenzo          |
| 1960/61           | José Luis Saso               |
| 1961/62           | Satur Grech                  |
| 1961/62 – 1962/63 | José Luis Saso               |
| 1962/63           | Jaume Turró                  |
| 1963/64           | Arturo Llopis                |
| 1964/65           | Juan Ramón                   |
| 1964/65 – 1965/66 | César Rodríguez              |
| 1965/66           | Héctor Rial                  |
| 1966/67           | José Iglesias „Joseíto“      |

| Saison            | Trainer                     |
| ----------------- | --------------------------- |
| 1967/68           | Vicente Dauder              |
| 1967/68           | Juan Carlos Lorenzo         |
| 1967/68           | Jaume Turró                 |
| 1968/69           | Vicente Sasot               |
| 1968/69 – 1969/70 | Forneris / Sergio Rodríguez |
| 1969/70           | Sabino Barinaga             |
| 1970/71           | Luke „Chopper“ Gray         |
| 1970/71 – 1971/72 | Juancho Forneris            |
| 1971/72           | Otto Bumbel                 |
| 1971/72 – 1972/73 | José Luis Saso              |
| 1972/73           | Juancho Forneris            |
| 1973/74           | Manuel Martínez „Manolín“   |
| 1973/74 – 1974/75 | César Rodríguez             |
| 1974/75           | Hugo Villamide              |
| 1974/75           | Alfredo Vera                |
| 1974/75 – 1975/76 | Manolo de la Torre          |
| 1976/77           | Luis Costa                  |
| 1977/78           | Sánchez Alexanco            |
| 1977/78 – 1978/79 | Juancho Forneris            |
| 1978/79           | Enrique Agustí              |
| 1978/79           | Andreu Quetglas             |
| 1979/80 – 1981/82 | Antonio Oviedo              |
| 1981/82 – 1982/83 | Lucien Muller               |
| 1983/84           | Koldo Aguirre               |
| 1983/84           | Marcel Domingo              |
| 1984/85           | Manolo Villanova            |
| 1985/86           | Benito Joanet               |
| 1985/86 – 1987/88 | Llorenç Serra Ferrer        |
| 1987/88           | Lucien Muller               |
| 1988/89           | Ivan Brzić                  |
| 1988/89 – 1992/93 | Lorenzo Serra Ferrer        |
| 1992/93 – 1994/95 | Jaume Bauzá                 |
| 1994/95           | Nando Pons                  |
| 1994/95 – 1995/96 | José Antonio Irulegui       |
| 1995/96           | José Manuel Esnal           |

| Saison            | Trainer             |
| ----------------- | ------------------- |
| 1995/96 – 1996/97 | Víctor Muñoz        |
| 1996/97           | Tomeu Llompart      |
| 1997/98 – 1998/99 | Héctor Cúper        |
| 1999/2000         | Mario Gómez         |
| 1999/2000         | Fernando Vázquez    |
| 2000/01           | Luis Aragonés       |
| 2001/02           | Bernd Krauss        |
| 2001/02           | Sergije Krešić      |
| 2001/02           | Tomeu Llompart      |
| 2002/03           | Gregorio Manzano    |
| 2003/04           | Jaime Pacheco       |
| 2003/04           | Luis Aragonés       |
| 2003/04 – 2004/05 | Tomeu Llompart      |
| 2004/05           | Benito Floro        |
| 2004/05 – 2005/06 | Héctor Cúper        |
| 2005/06 – 2009/10 | Gregorio Manzano    |
| 2010/11–2011      | Michael Laudrup     |
| 2011–2013         | Joaquín Caparrós    |
| 2013              | Gregorio Manzano    |
| 2013–2014         | José Luis Oltra     |
| 2014              | Lluís Carreras      |
| 2014–2015         | Waleri Karpin       |
| 2015              | Miquel Soler        |
| 2015              | Chapi Ferrer        |
| 2015–2016         | José Gálvez Estévez |
| 2016              | Fernando Vázquez    |
| 2016–2017         | Javier Olaizola     |
| 2017              | Sergi Barjuán       |
| 2017–2020         | Vicente Moreno      |
| 2020–2022         | Luis García         |
| 2022–2024         | Javier Aguirre      |

## Erfolge
- Finalist Europapokal der Pokalsieger: 1999

- Spanischer Pokal
  - Sieger: 2003
  - Finalist: 1991, 1998, 2024

- Spanischer Superpokal
  - Sieger: 1998
  - Finalist: 2003

- Segunda División Meister Süd: 1960, 1965

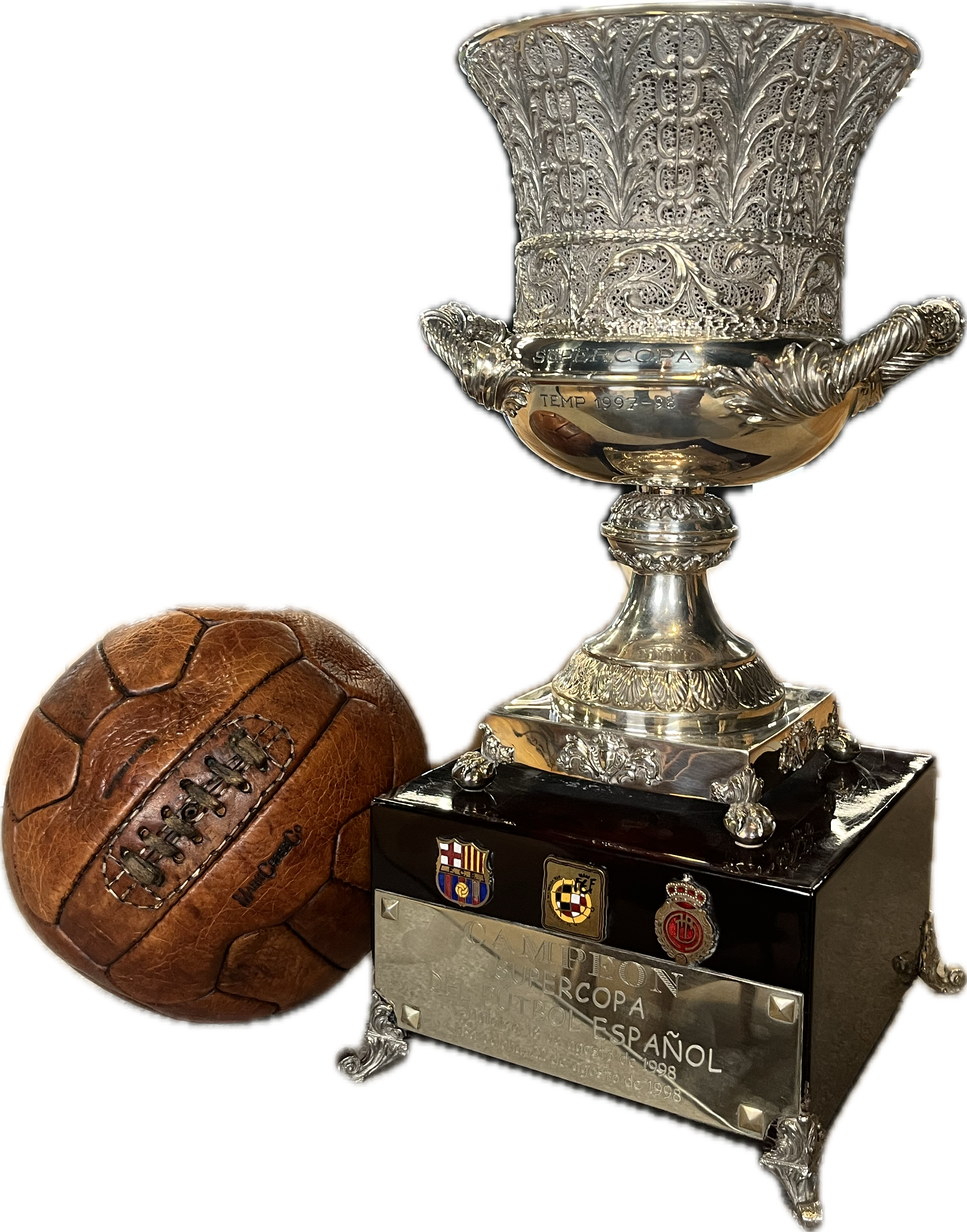
1998 konnte Mallorca gegen den FC Barcelona die Supercopa de España gewinnen